# Theodor Ebert (Geologe)

Theodor Ebert

Theodor Ebert (* 6. Mai 1857 in Kassel; † 1. September 1899) war ein deutscher Geologe und Paläontologe.

## Leben
Ebert war der Sohn eines Pfarrers und Enkel des Geheimen Bergrats Schwedes, der die kurhessischen Bergwerke leitete. Zunächst an einer Privatschule unterrichtet, ging Ebert in Kassel auf das Gymnasium und wollte zunächst auch in den Bergbau, studierte dann aber weil er sich nicht gesund genug fühlte Naturwissenschaften und speziell Geologie, Mineralogie und Paläontologie in Marburg (bei Adolf von Koenen und Wilhelm Dunker), Heidelberg (bei Robert Bunsen, Karl Heinrich Rosenbusch und Adolph Knop) mit dem Lehramtsexamen in Marburg. 1881 wurde er in Göttingen bei dem in diesem Jahr dorthin gewechselten von Koenen promoviert (Die tertiären Ablagerungen in der Umgegend von Kassel). 1883 wurde er Hilfsgeologe bei der Preußischen Geologischen Landesanstalt (PGLA), an der er 1887 Bezirksgeologe und 1893 Landesgeologe wurde. 1895 erhielt er den Professorentitel, da er schon seit 1886 Paläontologie-Übungen an der Bergakademie in Berlin abhielt.
Bei der PGLA hatte er seit 1885 die Leitung der geologischen Landessammlung. Er kartierte in Westpreußen und der Umgebung des Harzes (Gelliehausen, Waake, Lindau (Eichsfeld), Osterwieck, Vienenburg). Ab den 1880er Jahren war er auch mit der Auswertung (Stratigraphie) von Tiefbohrungen im schlesischen Steinkohlerevier befasst. Als Paläontologe veröffentlichte er unter anderem über die Stachelhäuter des Oligozäns in Deutschland (mit einigen Erstbeschreibungen).
1887 bis 1898 war er Archivar der Deutschen Geologischen Gesellschaft.
Er war auch in der deutschen Kolonialbewegung aktiv als Vorstand der Abteilung Berlin der Gesellschaft für deutsche Kolonisation und nach deren Fusion zur Deutschen Kolonialgesellschaft in deren Ausschuss. Außerdem war er im Aufsichtsrat der Deutsch-Ostafrikanischen Plantagengesellschaft. 1896 wurde er Mitglied im Kolonialrat.
Seit 1884 war er verheiratet mit Margarethe ten Doornkaat Koolman. In den letzten Jahren seines Lebens musste Ebert seine Arbeit aufgrund von Krankheiten wiederholt unterbrechen. Ebert starb am 1. September 1899. Er hinterließ einen Sohn und eine Tochter.

## Schriften
- Die Echiniden des nord- und mitteldeutschen Oligocäns, Abh. Geolog. Landesanstalt 9, 1892
- Stratigraphische Ergebnisse der neueren Tiefbohrungen im Oberschlesischen Steinkohlengebirge, Abh. Geolog. Landesanstalt 1895
- Über die Lagerungsverhältnisse der oberschlesischen Steinkohlenformation, Z. Deutsche Geolog. Ges. 1891
- Skizze der geologischen Verhältnisse Deutsch-Ostafrikas, Verein für Naturkunde Kassel, Bericht 34, 1889